# Dominic Howard
Dominic James Howard, född 7 december 1977 i Stockport, England, är en engelsk musiker och spelar trummor i det brittiska rockbandet Muse tillsammans med Matthew Bellamy (sång/gitarr) och Chris Wolstenholme (basgitarr/bakgrundssång). På grund av att han är vänsterhänt har han hi-haten på den högra sidan av setet (men han har även en hi-hat på vänster sida och golvpukor på båda sidorna för att lättare kunna spela vissa av sina tekniska trumkomp).

## Muse
Dominic föddes i Stockport i England. När han var runt 8 år flyttade han och hans familj till Teignmouth, en liten stad i Devon. Han började spela trummor när han var runt 12 år, då han blev inspirerad av ett jazzband som spelade på deras skola. Howard första band hette Carnage Mayhem, vilket han spelade med i skolan. Runt denna tiden träffade han och blev vän med Matthew Bellamy, som spelade gitarr men inte hade något band. Matthew fick chansen att spela i deras band Gothic Plague, men på grund av andra intressen slutade alla andra medlemmar och Matthew och Dominic behövde då en basist. De lyckades övertala Chris Wolstenholme, som spelade i bandet Fixed Penalty vid tillfället, att byta instrument från trummor till bas och ansluta sig till bandet. I början av 1994 bytte de namn till Rocket Baby Dolls och efter att de vunnit en musiktävling bytte de namn till Muse.
Howard var nominerad till "Sexiest Male" vid NME Awards 2010 men kom till slut på andra plats efter bandets sångare Matthew Bellamy.
När Muse gjorde en cover på "I Can't Take My Eyes Off You" förklarade Matthew Bellamy hur Dominic ville göra denna låten för att han ville få chans att sjunga "Ba DA"-biten i bryggan av låten. Efter framträdandet slutade Howard att sjunga i Muses låtar, tills "Supermassive Black Hole", där han sjunger en repetition efter varje refräng. Under The Resistance Tour sjunger han i låtarna "Uprising" och "Unnatural Selection", där han tillägger 'Oi'-delarna i låtarna.

## Privatliv
Howard är äldst av medlemmarna i Muse, följd av Bellamy och sedan Wolstenholme.
År 2004 dog hans far, William Howard, av en hjärtattack efter att Muse spelat på den stora scenen på Glastonbury Festival.
Howard vill att "Don't Stop Me Now" med Queen ska spelas på hans begravning.
Den 26 september 2008 blev Howard och resten av bandet utnämnda till hedersdoktorer i konst från universitetet i Plymouth.
Han bor i Belsize Park, London, men har även en bostad i Los Angeles.